# Улянівська сільська рада (Братський район)
Уля́нівська сільська́ ра́да — колишня адміністративно-територіальна одиниця та орган місцевого самоврядування у Братському районі Миколаївської області. Адміністративний центр — село Улянівка. У 2020 році ліквідована та приєднана до Братської селищної громади.

## Загальні відомості
- Населення ради: 855 осіб (станом на 2001 рік)

## Населені пункти
Сільській раді підпорядковані населені пункти:
- с. Улянівка
- с. Макарове
- с. Соколівка

## Склад ради
Рада складається з 12 депутатів та голови.
- Голова ради: Собко Неля Олександрівна
- Секретар ради: Коваленко Вікторія Василівна

### Керівний склад попередніх скликань
| Прізвище, ім'я, по батькові   | Основні відомості                                                                                  | Дата обрання | Дата звільнення |
| ----------------------------- | -------------------------------------------------------------------------------------------------- | ------------ | --------------- |
| Романенко Ольга Станіславівна | Сільський голова, 1962 року народження, член Соціалістичної партії України                         | 26.03.2006   | 31.10.2010      |
| Собко Неля Олександрівна      | Сільський голова, 1977 року народження, освіта вища, член Всеукраїнського об'єднання «Батьківщина» | 31.10.2010   |                 |

Примітка: таблиця складена за даними сайту Верховної Ради України

### Депутати
За результатами місцевих виборів 2010 року депутатами ради стали:

#### За суб'єктами висування
| Суб'єкт висування                                       | Кількість обраних депутатів | %    |
| ------------------------------------------------------- | --------------------------- | ---- |
| Політична партія Всеукраїнське об'єднання «Батьківщина» | 7                           | 58,3 |
| Народна партія                                          | 2                           | 16,7 |
| Партія регіонів                                         | 2                           | 16,7 |
| Комуністична партія України                             | 1                           | 8,3  |

#### За округами
| № округу                                                | Прізвище, ім'я, по батькові    | Дата визнання обраним | Освіта             | Партійна приналежність                        | Відомості про обраного депутата                      |
| ------------------------------------------------------- | ------------------------------ | --------------------- | ------------------ | --------------------------------------------- | ---------------------------------------------------- |
| Комуністична партія України                             |                                |                       |                    |                                               |                                                      |
| 5                                                       | Горбунко Анатолій Миколайович  | 01.11.2010            | середня спеціальна | член Комуністичної партії України             | приватний підприємець                                |
| Народна Партія                                          |                                |                       |                    |                                               |                                                      |
| 11                                                      | Цимбал Катерина Василівна      | 01.11.2010            | вища               | член Народної партії                          | Соколівська загальноосвітня школа І-ІІ ст., директор |
| 12                                                      | Мирненко Олег Леонідович       | 01.11.2010            | середня            | член Народної партії                          | ФГ «Колос», механізатор                              |
| Партія регіонів                                         |                                |                       |                    |                                               |                                                      |
| 9                                                       | Бондарчук Антоніна Федорівна   | 01.11.2010            | середня спеціальна | член Партії регіонів                          | пенсіонер                                            |
| 10                                                      | Череп Галина Павлівна          | 01.11.2010            | середня спеціальна | член Партії регіонів                          | Соколівська загальноосвітня школа І-ІІ ст., вчитель  |
| Політична партія Всеукраїнське об'єднання «Батьківщина» |                                |                       |                    |                                               |                                                      |
| 1                                                       | Дяченко Тетяна Вікторівна      | 01.11.2010            | середня            | член Всеукраїнського об'єднання «Батьківщина» | ФГ «Едем», бухгалтер                                 |
| 2                                                       | Дяченко Олексій Станіславович  | 01.11.2010            | вища               | член Всеукраїнського об'єднання «Батьківщина» | ФГ «Промінь», заступник голови                       |
| 3                                                       | Бутой Сергій Васильович        | 01.11.2010            | середня спеціальна | член Всеукраїнського об'єднання «Батьківщина» | тимчасово не працює                                  |
| 4                                                       | Ротарєв Олександр Юрійович     | 01.11.2010            | середня спеціальна | член Всеукраїнського об'єднання «Батьківщина» | ФГ «Едем», водій                                     |
| 6                                                       | Іщенко Олександр В'ячеславович | 01.11.2010            | середня            | член Всеукраїнського об'єднання «Батьківщина» | ФГ «Едем», водій                                     |
| 7                                                       | Коваленко Вікторія Василівна   | 01.11.2010            | середня спеціальна | член Всеукраїнського об'єднання «Батьківщина» | Улянівське відділення зв'язку, завідувач             |
| 8                                                       | Абрамкін Олександр Віталійович | 01.11.2010            | середня спеціальна | член Всеукраїнського об'єднання «Батьківщина» | тимчасово не працює                                  |

## Населення
Згідно з переписом УРСР 1989 року чисельність наявного населення села становила 841 особа, з яких 392 чоловіки та 449 жінок.
За переписом населення України 2001 року в селі мешкали 852 особи.

### Мова
Розподіл населення за рідною мовою за даними перепису 2001 року:
| Мова       | Відсоток |
| ---------- | -------- |
| українська | 93,80 %  |
| російська  | 3,86 %   |
| молдовська | 2,11 %   |
| білоруська | 0,12 %   |